# Rodolf Llorens i Jordana
Rodolf Llorens i Jordana (Vilafranca del Penedès, Alt Penedès, 1910 - Caracas, Veneçuela, 1985) va ser un escriptor, periodista, productor cinematogràfic i professor català.
Llicenciat en filosofia per la Universitat de Barcelona l'any 1930, posteriorment, fou professor a l'Ateneu Enciclopèdic Popular i a l'Institut de Cultura de la Dona. El 1932 obtingué una plaça de professor de lògica, psicologia i història de la literatura a l'Institut d'Olot i el 1934 ingressà com a professor a la Institució Escolar Sibiuda de Barcelona. Col·laborà amb articles, entre d'altres, al setmanari Abril (1931-34), d'ERC, que dirigí, a l'avantguardista Hèlix (1929-30) de la que fou fundador, i a la revista Mirador (1933), de la qual també fou director. El seu compromís polític el portà a ser militant d'ERC, i també secretari de la Unió de Rabassaires. El 1934 viatjà a l'URSS i posteriorment s'afilià al PSUC. Durant la Guerra Civil Espanyola fou capità d'infanteria. Exiliat aquest darrer any a França, el 1941 s'establí definitivament a Caracas on, després d'impartir classes de filosofia a la Universitat, el 1944 fou contractat per la companyia cinematogràfica Filmadora Independiente, per a la qual treballà. El 1957 representà aquesta empresa a Mèxic, on produí una vintena de pel·lícules fins que retornà el 1963 a Veneçuela en nacionalitzar el govern mexicà la indústria cinematogràfica. Cofundador del Centre Català de Caracas (1945), en fou president de 1973 a 1975 i president i secretari del Patronat de Cultura Terra Ferma (1965-72), dependent d'aquesta entitat, de la qual publicà la crònica El Centre Català en les seves noces d'or (1970).
El 1937 publicà la novel·la La ben nascuda, rèplica popular a La ben plantada d'Eugeni d'Ors, que el 1958 amplià i modificà. Posteriorment, escriví els assaigs Servidumbre y grandeza de la filosofia (1949), Com han estat i com som els catalans (1968), en el qual qüestiona el model psicològic col·lectiu proposat per Josep Ferrater i Mora a Les formes de vida catalana i també el d'altres autors; Catalunya, poble dissortat. Els catalans, gent sortosa (1974, premiat als Jocs Florals de Caracas), Josep Robreño. El nou concepte de la Renaixença (1981) i L'hegemonia vilafranquina en l'hegemonia catalana (1984). A títol pòstum, foren editats l'obra teatral Josep Massa i Maria Poc detectius privats: doble crim en el gresol de l'exili: comèdia policíaca en dos temps desiguals i un pròleg (1986) i Catalunya des de l'esquerra (2005). En morir, feu donació de la seva biblioteca particular al Centre Català de Caracas, base de la biblioteca de l'entitat, que rep el seu nom, i que és considerada com una de les millors de tota l'Amèrica Llatina.